# Collegio di Smethwick
Smethwick è un collegio elettorale inglese situato nelle West Midlands, nelle Midlands Occidentali, rappresentato alla Camera dei comuni del Parlamento del Regno Unito. Elegge un membro del parlamento con il sistema first-past-the-post, ossia maggioritario a turno unico; l'attuale parlamentare è Gurinder Josan del Partito Laburista, che rappresenta il collegio dal 2024.

## Estensione
Dal 2024 il collegio è costituito dai ward del borgo metropolitano di Sandwell di Abbey; Blackheath (distretti elettorali BLA, BLB, BLC, BLD, BLE, BLF e BLH); Bristnall; Langley; Old Warley; St. Pauls; Smethwick e Soho and Victoria.

## Membri del parlamento
| Elezione | Elezione              | Deputato              | Partito               |
| -------- | --------------------- | --------------------- | --------------------- |
|          | 1918                  | John Davison          | Laburista             |
| 1926 (S) | Oswald Mosley         |                       | Laburista             |
|          | Oswald Mosley         | 1931                  | New Party             |
|          | 1931                  | Roy Wise              | Conservatore          |
|          | 1945                  | Alfred Dobbs          | Laburista             |
| 1945 (S) | Patrick Gordon Walker |                       |                       |
|          | 1964                  | Peter Griffiths       | Conservatore          |
|          | 1966                  | Andrew Faulds         | Laburista             |
|          | Feb 1974              | Collegio abolito      | Collegio abolito      |
|          | 2024                  | Collegio ri-istituito | Collegio ri-istituito |
|          | 2024                  | Gurinder Josan        | Laburista             |

## Elezioni

### Elezioni negli anni 2020
| Partito                    | Partito                                      | Candidato                  | Risultati 4 luglio 2024 | Risultati 4 luglio 2024 |
| Partito                    | Partito                                      | Candidato                  | Voti                    | %                       |
| -------------------------- | -------------------------------------------- | -------------------------- | ----------------------- | ----------------------- |
|                            | Laburista                                    | Gurinder Josan             | 16 858                  | 48,01                   |
|                            | Reform UK                                    | Pete Durnell               | 5 670                   | 16,15                   |
|                            | Conservatore                                 | Kate Fairhurst             | 4 546                   | 12,95                   |
|                            | Verdi                                        | Rod MacRorie               | 2 741                   | 7,81                    |
|                            | Workers                                      | Nahim Rubani               | 2 449                   | 6,97                    |
|                            | Indipendente                                 | Jay Anandou                | 1 322                   | 3,76                    |
|                            | Lib Dem                                      | Oliver Patrick             | 1 018                   | 2,90                    |
|                            | Indipendente                                 | Christopher Graham         | 348                     | 0,99                    |
|                            | TUSC                                         | Ravaldeep Bath             | 163                     | 0,46                    |
|                            |                                              |                            |                         |                         |
| Iscritti                   | Iscritti                                     | Iscritti                   | 72 863                  | 100,00                  |
| ↳ Votanti (% su iscritti)  | ↳ Votanti (% su iscritti)                    | ↳ Votanti (% su iscritti)  | 35 125                  | 48,21                   |
| ↳ Astenuti (% su iscritti) | ↳ Astenuti (% su iscritti)                   | ↳ Astenuti (% su iscritti) | 37 738                  | 51,79                   |
|                            |                                              |                            |                         |                         |
|                            | Esito: collegio a Laburista (nuovo collegio) |                            |                         |                         |